# Следы апостолов
«Следы Апостолов» (белор. Сляды апосталаў) — белорусский телевизионный художественный фильм режиссёра Сергея Талыбова. Снят по мотивам одноименной книги Эндрю Олвика (коллективный псевдоним Виктора Лобковича, Олега Сухамера и Андрея Остроумова). Действие фильма происходит на территории Беларуси в Несвижском замке.

## Сюжет
Студентка факультета права Алевтина отправляется на летнюю практику к бабушке в Несвиж. По дороге девушка знакомится со странным мужчиной Григорием, который рассказывает ей легенду о сокровищах Радзивиллов — двенадцати золотых статуях святых апостолов, якобы спрятанных в тайниках Несвижского замка. Действие переносится в период Третьего рейха 1942 года...

## Актёры
В съёмках принимали участие:
- Татьяна Чердынцева
- Павел Харланчук-Южаков
- Татьяна Мархель
- Вероника Пляшкевич
- Игорь Сигов
- Дмитрий Мухин
- Дмитрий Пустильник

## Саундтрек
- Саундтреком к сериалу является одноименная песня в исполнении Валерия Дайнеко.
- Музыку к песне написал витебский композитор Феликс Луцкий, и белорусский композитор Макс Алейников
- Стихи к песне принадлежат белорусской поэтессе Елене Ярмолович.